# Ryszard Suwalski

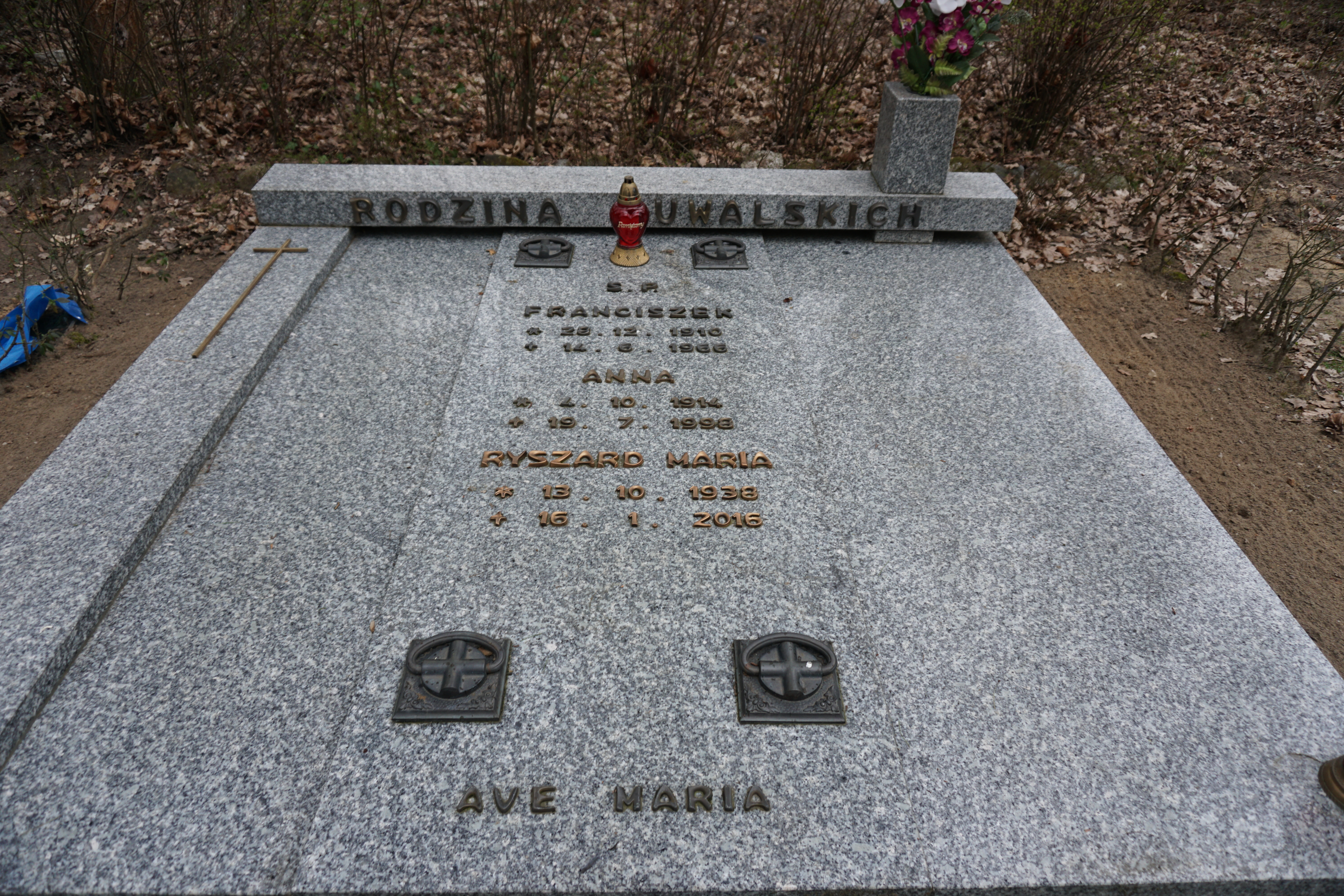
Grób Ryszarda Suwalskiego na cmentarzu Miłostowo w Poznaniu

Ryszard Maria Suwalski (ur. 1938, zm. 16 stycznia 2016 w Poznaniu) – polski doktor habilitowany inżynier kolejnictwa specjalizujący się w wózkach kołowych.

## Życiorys

### Wykształcenie
Absolwent specjalności pojazdy szynowe na Wydziale Budowy Maszyn Politechniki Poznańskiej oraz studiów podyplomowych w Instytucie Wysokoprężnych Silników Okrętowych i Kolejowych Politechniki Poznańskiej. Studia doktoranckie ukończył na Wydziale Maszyn Roboczych i Pojazdów w Instytucie Techniki Cieplnej i Silników Spalinowych na Politechnice Poznańskiej, a rozprawę habilitacyjną poświęconą „Systemowi samoczynnej zmiany rozstawu kół pojazdów szynowych” obronił na Wydziale Inżynierii Mechanicznej i Robotyki Akademii Górniczo-Hutniczej w Krakowie.

### Kariera zawodowa

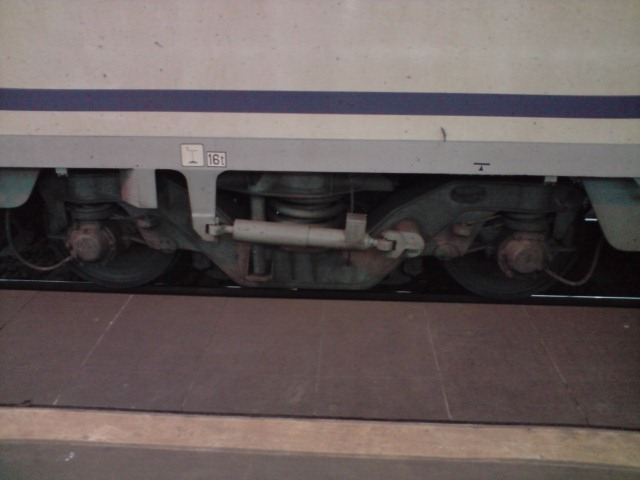
Wózek typu 25ANa zaprojektowany przez Suwalskiego

Od 1958 był związany z kolejnictwem. Pracę zawodową rozpoczął jako konstruktor w Zakładach Przemysłu Metalowego H. Cegielski, a następnie pełnił funkcję głównego specjalisty w Centralnym Ośrodku Badań i Rozwoju Techniki Kolejnictwa i Centralnym Biurze Konstrukcyjnym PKP w Poznaniu. Był rzeczoznawcą z zakresu lokomotyw spalinowych i wagonów. Od 1969 opracował i wdrożył do produkcji 60 kluczowych dla polskiego transportu szynowego projektów dotyczących pojazdów szynowych. Opatentował 60 wynalazków zarówno w Urzędzie Patentowym RP, jak i urzędach zagranicznych. Opublikował 42 prace w czasopismach branżowych.
Projektował rodziny wózków dla wagonów osobowych, EZT, autobusów szynowych i tramwajów oraz wózki dużych prędkości. Konstrukcje jego projektu zostały zastosowane w pojazdach szynowych produkowanych m.in. w zakładach HCP, Pesa i Newag. Były one także wykorzystywane w czasie przygotowań do uruchomienia połączeń na Centralnej Magistrali Kolejowej. Pod koniec lat 80. zaprojektował wagony kolejki linowo-terenowej na Gubałówkę, a w latach 1992–1998 opracował system SUW 2000 umożliwiający szybką zmianę rozstawu wózków w pojeździe szynowym w miejscu zmiany rozstawu szyn. System ten był początkowo wykorzystywany w pociągach relacji Warszawa – Wilno i Kraków – Kijów. Po wyeksploatowaniu zestawów zaniechano ich remontu, a podczas Euro 2012 używany był jeden skład. W 2013 skład z systemem SUW 2000 kursował co drugi dzień w relacji Wrocław – Kraków – Lwów.
Ostatnio zatrudniony był na stanowisku kierownika projektu w Biurze Strategii, Inwestycji i Rozwoju oraz Biurze Wsparcia Technicznego PKP Cargo. 16 stycznia 2016 w Poznaniu zmarł po ciężkiej chorobie w wieku 77 lat. Spoczywa na cmentarzu Miłostowo w Poznaniu (pole 3, kwatera B, grób 11).

## Nagrody, wyróżnienia i odznaczenia
- 1990 – nagroda za opracowanie dokumentacji konstrukcyjnej, wdrożenie i uruchomienie produkcji wagonów 1LTa i 1LTb kolejki linowo-terenowej na Gubałówkę[10],
- 1992 – srebrny medal na 41. Światowej Wystawie Wynalazków i Innowacji Brussels Eureka za konstrukcję autobusu szynowego typu 207M/207Mr[4],
- 1993 – srebrny medal na 42. Światowej Wystawie Wynalazków i Innowacji Brussels Eureka za segmentową tarczę hamulcową typu 141BK[4],
- 1999 – nagroda im. Ernesta Malinowskiego na targach Trako za skonstruowanie wózka typu 25ANa przystosowanego do prędkości teoretycznej 300 km/h[4],
- 2000 – złoty Medal na 72. Międzynarodowych Targach Poznańskich za zestaw kołowy SUW 2000 o zmiennym rozstawie kół[10],
- 2003 – Nagroda Gospodarcza Prezydenta RP „Najlepszy wynalazek w dziedzinie produktu lub technologii” za system samoczynnej zmiany rozstawu kół w taborze kolejowym[4][2],
- 2004 – Krzyż Oficerski Orderu Odrodzenia Polski[2][11],
- 2007 – nagroda im. Ernesta Malinowskiego na targach Trako za wózek napędny MT01H do tramwajów 105N[10].